# Gouvernement local au pays de Galles
Le gouvernement local au pays de Galles est composé de 22 autorités unitaires, qui sont chacune responsables des dispositions des différents services du gouvernement local, comme l'éducation, l'aide sociale, l'environnement et les services routiers. Dans certaines de ces autorités, il existe des conseils communautaires (community council), qui gèrent des domaines spécifiques au sein de la zone.
La Reine désigne un Lord Lieutenant pour la représenter dans les différents comtés du pays de Galles.